# Davorin Kablar
Davorin Kablar est un footballeur croate né le 6 décembre 1977.

## Palmarès
- Vainqueur de la Coupe d'Autriche en 2013 avec le FC Pasching.